# Jaak Lipso
Jaak Lipso, (Tallin, 18 de abril de 1940-3 de marzo de 2023), fue un jugador soviético y estonio de baloncesto. Consiguió siete medallas en competiciones internacionales con la Unión Soviética.

## Equipos
| Periodo   | Club               |
| --------- | ------------------ |
| 1956-1960 | Tartu Ülikool/Rock |
| 1960–1961 | Rīgas ASK          |
| 1961–1969 | PBC CSKA Moscow    |
| 1969–1981 | KK Kalev           |

## Palmarés
- Copa de Europa: 2

CSKA Moscú: 1963, 1969.
- Liga Soviética: 6

CSKA Moscú: 1962, 1963, 1964, 1965, 1966, 1969.
- Campeonato Soviético de Estonia: 5

Tartu Ülikool/Rock: 1958, 1959
KK Kalev: 1971, 1974, 1979